# Lago Teupitzer
El lago Teupitzer (en alemán: Teupitzersee) es un lago situado al sur de la ciudad de Berlín, en el distrito rural de Dahme-Bosque del Spree, en el estado de Brandeburgo (Alemania), a una elevación de  metros; tiene un área de  hectáreas.
Está ubicado junto a la ciudad de Teupitz, que le da nombre.